# 鹿児島県中学校の廃校一覧
鹿児島県中学校の廃校一覧（かごしまけんちゅうがっこうのはいこういちらん）は、鹿児島県の中学校の廃校の一覧。対象となるのは学制改革（1947年）以降に廃校となった中学校と分校である。なお、名称は廃校当時のもの。廃校当時に中学校の所属していた自治体が合併されて消滅している場合は現行の自治体に含める。また休校中の学校は公式には存続していることとなっているが、便宜上本項に記載する。

## 鹿児島市
- 郡山町立大谷中学校（1957年鹿児島市立郡山中学校〈当時：郡山町立〉へ統合）[1]
- 喜入町立喜入中学校〈旧〉（1972年統合により鹿児島市立喜入中学校〈当時：喜入町立〉へ）[2]
- 喜入町立瀬々串中学校（同上）[2]
- 喜入町立生見中学校（同上）[2]

## 鹿屋市
- 輝北町立百引中学校平南分校（1959年）[3]
- 鹿屋市立大姶良中学校星塚分校（1968年休校）[4][5]
- 鹿屋市立市成中学校（2011年百引中と統合し鹿屋市立輝北中学校へ）[6]
- 鹿屋市立百引中学校（2011年市成中と統合し輝北中へ）[6]
- 鹿屋市立高須中学校（2015年鹿屋市立第一鹿屋中学校・鹿屋市立大姶良中学校へ分割統合[注釈 1]）[6][7]
- 吾平町立神野中学校（1954年吾平中神野分校から独立するも、1991年鹿屋市立吾平中学校〈当時：吾平町立〉へ統合）[8][9][10]

## 阿久根市
- 阿久根市立阿久根中学校西目分教場（1949年6月）[11]
- 阿久根市立隼人中学校（1986年阿久根市立三笠中学校へ統合）[12]
- 阿久根市立田代中学校（1987年阿久根市立鶴川内中学校へ統合）[13]
- 阿久根市立大川中学校（2020年[14]）

## 出水市
- 出水市立米ノ津中学校蕨島分校（1955年）[注釈 2]
- 出水市立米ノ津中学校桂島分校（1955年廃校、1990年再開校、2003年休校、2007年再開、2010年再休校[15]）
- 出水市立出水中学校丸塚分校（1960年9月）[16]
- 出水市立米ノ津中学校切通分校（1965年9月1日）[17]
- 出水市立荘中学校（1957年米ノ津中荘分校から独立、2017年出水市立荘小学校と統合し義務教育学校の出水市立鶴荘学園へ）[18]
- 出水町立出水中学校第一教場（1951年8月完全統合）[16]
- 出水町立出水中学校第二教場（同上）[16]
- 出水町立出水中学校第三教場（同上）[16]

## 指宿市
- 指宿市立今和泉中学校（1965年池田中と統合し指宿市立西指宿中学校へ）[19]
- 指宿市立池田中学校（1965年今和泉中と統合し西指宿中へ）[19]
- 指宿市立南指宿中学校国立病院分室（1975年鹿児島県立指宿養護学校設置のため廃止）[20]
- 山川町立徳光中学校（1957年利永中と統合し山川西中へ）[21]
- 山川町立利永中学校（1957年徳光中と統合し山川西中へ）[21]
- 山川町立山川中学校〈旧〉（1975年統合により指宿市立山川中学校〈当時：山川町立〉へ）[21]
- 山川町立大成中学校（同上）[21]
- 山川町立山川西中学校（同上）[21]
- 開聞町立開聞中学校〈旧〉（1972年川尻中と統合し指宿市立開聞中学校〈当時：開聞町立〉へ）[22]
- 開聞町立川尻中学校（1972年開聞中〈旧〉と統合し開聞中〈新〉へ）[22]

## 西之表市
- 西之表市立馬毛島中学校（1980年休校、1996年廃校）[23]
- 西之表市立榕城中学校（2009年統合により西之表市立種子島中学校へ）[24]
- 西之表市立国上中学校（同上）[24]
- 西之表市立現和中学校（同上）[24]
- 西之表市立安城中学校（同上）[24]
- 西之表市立古田中学校（同上）[24]
- 西之表市立住吉中学校（同上）[24]

## 垂水市
- 垂水市立柊原中学校（1959年新城中と統合し垂水南中となり、1961年完全統合）[25][26]
- 垂水市立新城中学校（1959年柊原中と統合し垂水南中となり、1961年完全統合）[25][26]
- 垂水市立水之上中学校（1949年垂水中学校水之上教場から独立するも、1972年垂水中本校へ統合）[27][26]
- 垂水市立大野中学校（1954年水之上中学校大野分校[注釈 3]から独立する[28]も、2006年閉校[29]）
- 垂水市立垂水中学校（2010年垂水市立垂水中央中学校へ統合）[30]
- 垂水市立垂水南中学校（同上）[30]
- 垂水市立牛根中学校（同上）[30]
- 垂水市立協和中学校（同上）[30]

## 薩摩川内市

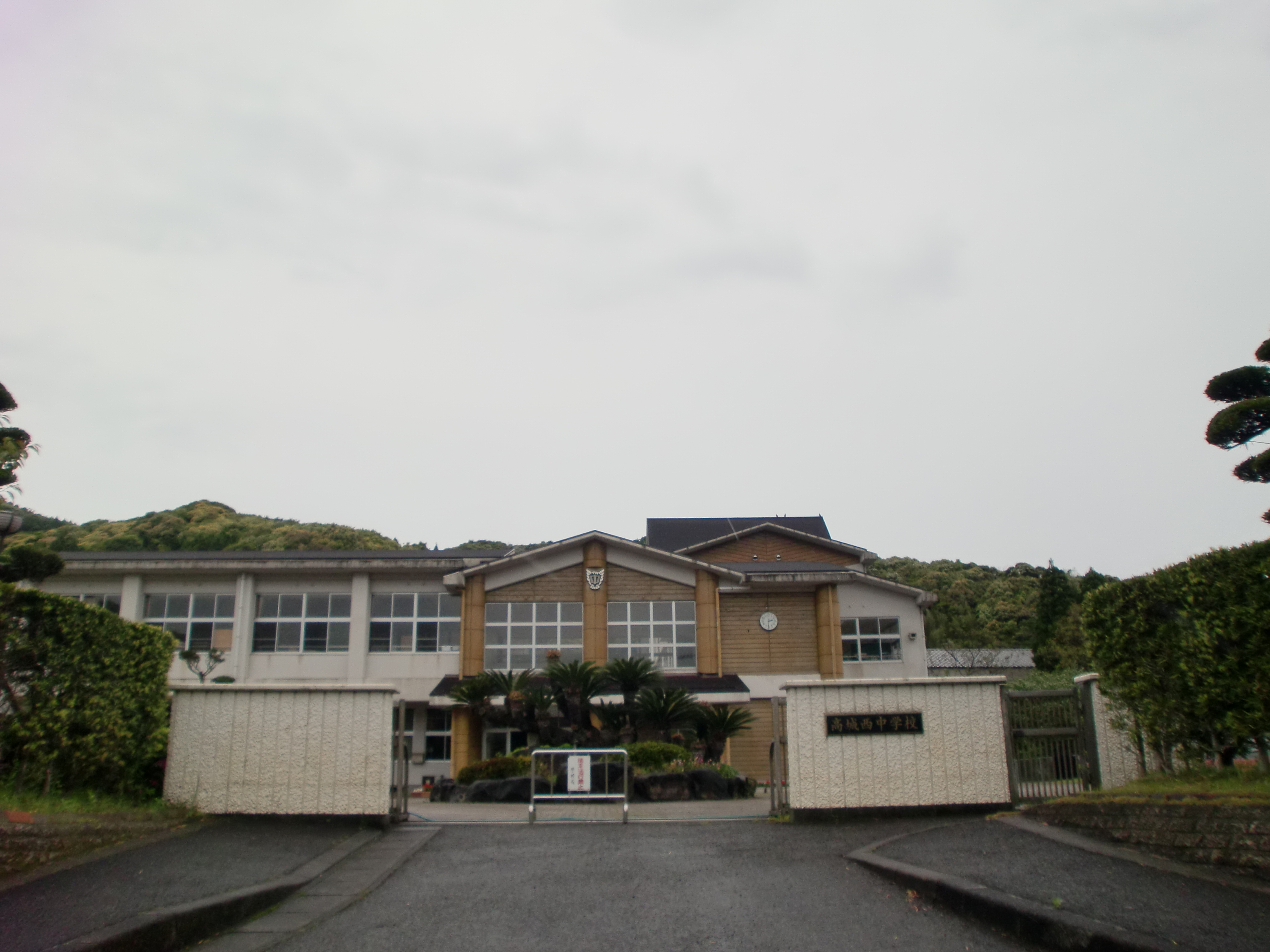
2012年に水引中学校へ統合され廃校となった高城西中学校

- 薩摩川内市立鹿島中学校（2012年休校[31]、2024年閉校[32]）
- 薩摩川内市立高城西中学校（2012年薩摩川内市立水引中学校へ統合）[33]
- 薩摩川内市立高江中学校（2018年薩摩川内市立川内中央中学校へ統合）[34]
- 薩摩川内市立東郷中学校（2019年薩摩川内市立東郷学園義務教育学校へ移行）[35]
- 薩摩川内市立上甑中学校（2020年休校、薩摩川内市立里中学校に通学[36]、2024年閉校[32]）
- 薩摩川内市立海陽中学校（2021年休校、生徒は薩摩川内市立海星中学校へ通学[37]、2024年閉校[32]）
- 東郷町立東郷中学校〈旧〉（1963年統合により薩摩川内市立東郷中学校〈当時:東郷町立〉東郷教場となり、1965年完全統合）[38]
- 東郷町立東郷東中学校（1963年東郷中〈新〉東郷東教場となり、1965年完全統合）[38]
- 東郷町立藤川中学校（1963年東郷中〈新〉藤川教場となり、1965年完全統合）[38]
- 下甑村立西山中学校（1978年統合により海星中へ）[39]
- 下甑村立青瀬中学校（同上）[39]
- 下甑村立長浜中学校（同上）[39]
- 下甑村立内川内中学校（同上）[39]
- 下甑村立手打中学校（1980年子岳中と統合し海陽中へ）[40]
- 下甑村立子岳中学校（1980年手打中と統合し海陽中へ）[40]
- 川内市立川内南中学校〈旧〉（1960年永利中と統合し薩摩川内市立川内南中学校〈当時：川内市立〉へ）[41]
- 川内市立永利中学校（1960年川内南中〈旧〉と統合し川内南中〈新〉へ）[41]
- 川内市立川内南中学校厚生園分校（1979年鹿児島県立串木野養護学校川内分校設置のため廃校）[42]
- 川内市立川内西中学校（1982年川内東中と統合し川内中央中へ）
- 川内市立川内東中学校（1982年川内西中と統合し川内中央中へ）
- 川内市立寄田中学校（1984年高江中へ統合）[43]
- 川内市立下東郷中学校（1991年高城東中と統合し薩摩川内市立平成中学校〈当時：川内市立〉へ）[44]
- 川内市立高城東中学校（1991年下東郷中と統合し平成中へ）[44]
- 上甑村立平良中学校（2001年上甑中へ統合）[45]
- 祁答院町薩摩町学校組合立明和中学校（1968年学校組合解散により薩摩町立薩摩中学校中津川教場と祁答院町立黒木中学校へ分離[46]。跡地は丸武産業の釣竿工場を経て、1974年10月より浅田金網〈後にアサダメッシュへ社名変更〉の工場として活用[47]）[注釈 4]
- 祁答院町立黒木中学校（1969年統合により薩摩川内市立祁答院中学校〈当時：祁答院町立〉黒木教場となり、1970年新校舎竣工により完全統合）[49]
- 祁答院町立大村中学校（1969年祁答院中大村教場となり、1970年完全統合）[49]
- 祁答院町立藺牟田中学校（1969年祁答院中藺牟田教場となり、1970年完全統合）[49]

## 日置市
- 日置市立日吉中学校（2021年日吉小と統合し義務教育学校日置市立日吉学園へ）[50]
- 日置市立上市来中学校（2023年日置市立東市来中学校へ統合）[51]
- 東市来町立下伊集院西中学校（1957年東市来中へ統合）[52]
- 吹上町立永吉中学校（1978年統合により日置市立吹上中学校〈当時：吹上町立〉へ）[53]
- 吹上町立伊作中学校（同上）[53]
- 吹上町立藤元中学校（同上）[53]
- 吹上町立平鹿倉中学校（同上）[53]

## 曽於市
- 曽於市立南之郷中学校（1971年末吉中南之郷教場となり、1974年再独立、2012年曽於市立末吉中学校へ再統合）[54][55][56]
- 曽於市立財部北中学校（2012年曽於市立財部中学校へ統合）[57]
- 曽於市立財部南中学校（同上）[57]
- 末吉町立南之郷中学校黒仁田分校（1968年）[58]
- 末吉町立岩崎中学校（1971年末吉中へ統合）[54]
- 末吉町立諏訪中学校（同上）[54]
- 末吉町立深川中学校（同上）[54]
- 大隅町立岩川西中学校折田分校（1957年大隅町立大隅北中学校となり、1958年8月新校舎竣工により完全統合）[59]
- 大隅町立恒吉中学校坂元分校（同上）[59]
  - 1955年の大隅町発足までは岩川西中学校折田分校は岩川町、恒吉中学校坂元分校は恒吉村に属していた。両校間の距離は2キロメートル程度であったため統合が実施された[59]。
- 大隅町立笠木中学校（1957年岩川西中から改称[60]、1970年岩川中へ統合）[61]
- 大隅町立岩川中学校（2005年統合により曽於市立大隅中学校〈当時：大隅町立〉へ）[62]
- 大隅町立恒吉中学校（同上）[62]
- 大隅町立月野中学校（同上）[62]
- 大隅町立大隅北中学校（同上）[62]
- 財部町立中谷中学校（1963年財部中中谷分校から独立[57]、1967年再統合）

## 霧島市
- 霧島市立福山中学校（2017年霧島市立国分南中学校へ統合）[63]
- 横川町立向陽中学校（1949年霧島市立横川中学校〈当時：横川町立〉へ統合）
- 福山町立牧之原中学校〈旧〉（1961年統合により霧島市立牧之原中学校〈当時：福山町立〉へ）[64]
- 福山町立牧之原中学校福地分校（同上）[64]
- 福山町立牧之原中学校比曽木野分校（同上）[64]
- 溝辺町立竹子中学校（1949年溝辺中竹子分校から独立、1965年霧島市立溝辺中学校〈当時：溝辺町立〉へ統合）[65]
- 隼人町立中福良中学校（1967年4月6日霧島市立日当山中学校〈当時：隼人町立〉へ統合）[66]
- 牧園町立牧園中学校〈旧〉（1968年統合により霧島市立牧園中学校〈当時：牧園町立〉へ）[注釈 5]
- 牧園町立高千穂中学校（同上）
- 牧園町立万膳中学校（同上）
- 牧園町立三体中学校（同上）
- 牧園町立中津川中学校（同上）
- 牧園町立持松中学校（同上）
- 国分市立東国分中学校（1968年敷根中と統合し国分南中東国分教場となり、1970年完全統合）[67]
- 国分市立敷根中学校（1968年東国分中と統合し国分南中敷根教場となり、1970年完全統合）[67]
- 国分市立平山中学校（1971年国分南中へ統合）[67]
- 国分市立川原中学校（同上）[67]
- 福山町立福山中学校福山学園分教場（1971年）
- 霧島町立永水中学校（1968年霧島中〈初代〉へ統合）
- 霧島町立霧島中学校〈初代〉（1985年霧島東中と統合し霧島市立霧島中学校〈当時：霧島町立〉へ）[68]
- 霧島町立霧島東中学校（1985年霧島中〈初代〉と統合し霧島中〈2代目〉へ）[68]

## いちき串木野市
- 串木野市立旭中学校（1970年串木野市立串木野中学校の一部および荒川中と統合しいちき串木野市立串木野西中学校〈いずれも当時：串木野市立〉へ）[69]
- 串木野市立荒川中学校（1970年串木野中の一部および旭中と統合し串木野西中へ）[69]

## 南さつま市
- 南さつま市立津貫中学校（2010年南さつま市立加世田中学校へ統合）[70]
- 南さつま市立坊泊中学校（2010年久志中と統合し坊津学園中へ）[71]
- 南さつま市立久志中学校（2010年坊泊中と統合し坊津学園中へ）[71]
- 南さつま市立大浦中学校（2013年笠沙中〈2代目〉と統合し南さつま市立大笠中学校へ）[72]
- 南さつま市立笠沙中学校〈2代目〉（2013年大浦中と統合し大笠中へ）[72]
- 南さつま市立坊津学園中学校（2017年南さつま市立坊津学園小学校と統合し義務教育学校の南さつま市立坊津学園へ）[73]
- 南さつま市立金峰中学校（2023年南さつま市立田布施小学校および南さつま市立阿多小学校と統合し義務教育学校の南さつま市立金峰学園へ）[74]
- 加世田町立第一中学校（1949年4月13日第二中と統合し加世田中へ）[70]
- 加世田町立第二中学校（1949年4月13日第一中と統合し加世田中へ）[70]
- 万世町立万世中学校〈初代〉（1952年益山中と統合し万世中〈2代目〉へ）[75]
- 万世町立益山中学校（1952年万世中〈初代〉と統合し万世中〈2代目〉へ）[75]
- 加世田市立万世中学校〈2代目〉（1971年小湊中と統合し南さつま市万世中学校〈当時：加世田市立〉へ）[75]
- 加世田市立小湊中学校（1971年万世中〈2代目〉と統合し万世中〈3代目〉へ）[75]
- 金峰町立田布施中学校（1980年統合により金峰中へ）[76]
- 金峰町立大坂中学校（同上）[76]
- 金峰町立阿多中学校（同上）[76]
- 笠沙町立笠沙中学校〈初代〉（1983年統合により笠沙中〈2代目〉へ）[77]
- 笠沙町立赤生木中学校（同上）[77]
- 笠沙町立玉林中学校（同上）[77]

## 志布志市
- 志布志市立田之浦中学校（2014年志布志市立志布志中学校へ統合）[78]
- 志布志市立出水中学校（同上）[78]

## 奄美市
- 名瀬市立朝日中学校双葉分校（1975年休校、1992年廃校）[79]

## 南九州市
- 南九州市立頴娃中学校〈旧〉（2019年統合により南九州市立頴娃中学校〈新〉へ）[80]
- 南九州市立別府中学校（同上）[80]
- 南九州市立青戸中学校（同上）[80]
- 知覧町立知覧中学校〈旧〉（1981年統合により南九州市立知覧中学校〈当時：知覧町立〉へ）[81]
- 知覧町立中央中学校（同上）[81]
- 知覧町立二松中学校（同上）[81]
- 川辺町立川辺中学校〈旧〉（1983年統合により南九州市立川辺中学校〈当時：川辺町立〉へ）[82]
- 川辺町立川辺北中学校（同上）[82]
- 川辺町立瀬戸山中学校（同上）[82]
- 川辺町立川辺南中学校（同上）[82]
- 川辺町立勝目中学校（同上）[82]

## 伊佐市
- 伊佐市立大口中学校（2015年統合により伊佐市立大口中央中学校へ）[83]
- 伊佐市立大口南中学校（同上）[83]
- 伊佐市立山野中学校（同上）[83]
- 菱刈町立菱刈中学校〈旧〉（1968年本城中と統合し伊佐市立菱刈中学校〈当時：菱刈町立〉へ）[84]
- 菱刈町立本城中学校（1968年菱刈中〈旧〉と統合し菱刈中〈新〉へ）[84]
- 大口市立西太良中学校（1970年羽月中と統合し大口南中へ）[85]
- 大口市立羽月中学校（1970年西太良中と統合し大口南中へ）[85]
- 大口市立布計中学校（1976年山野中へ統合）[86]

## 姶良市
- 山田村立山田中学校鎮守分校（1952年10月1日姶良市立加治木中学校〈当時：加治木町〉へ統合）[87]
- 蒲生町立蒲生中学校西浦分校（1966年）[注釈 6]
- 蒲生町立蒲生中学校大山分校（1968年）
- 蒲生町立漆中学校（1954年蒲生中漆分校が独立するも、1968年姶良市立蒲生中学校〈当時：蒲生町〉へ統合され漆教場となり、1970年廃止）
- 加治木町立加治木中学校〈旧〉（1980年統合により加治木中〈新〉へ）[88]
- 加治木町立竜門中学校（同上）[88]
- 加治木町立永原中学校（同上）[88]
- 姶良町立北山中学校（1988年姶良市立山田中学校〈当時：姶良町〉へ統合）[87]

## 鹿児島郡
十島村では2024年度、三島村では2020年度に全ての小・中学校が義務教育学校へ移行している。
- 十島村立中之島中学校朝日分校（1966年）[注釈 7]
- 十島村立中之島中学校臥蛇島分校（1970年）[90]
- 十島村立中之島中学校日之出分校（1977年）[91]
- 十島村立口之島中学校（2024年義務教育学校の十島村立口之島学園へ移行[89]）
- 十島村立中之島中学校（2024年義務教育学校の十島村立中之島学園へ移行[89]）
- 十島村立平島中学校（2024年義務教育学校の十島村立平島学園へ移行[89]）
- 十島村立諏訪之瀬島中学校（2024年義務教育学校の十島村立諏訪之瀬島学園へ移行[89]）
- 十島村立悪石島中学校（2024年義務教育学校の十島村立悪石島学園へ移行[89]）
- 十島村立宝島中学校（2024年義務教育学校の十島村立宝島学園へ移行[89]）
- 十島村立小宝島中学校（2024年義務教育学校の十島村立小宝島学園へ移行[89]）
- 三島村立三島中学校（2020年三島小と統合し義務教育学校の三島村立三島硫黄島学園へ）[92]
- 三島村立竹島中学校（2020年竹島小と統合し義務教育学校の三島村立三島竹島学園へ）[93]
- 三島村立大里中学校（2020年大里小と統合し義務教育学校の三島村立三島大里学園へ）[94]
- 三島村立片泊中学校（2020年片泊小と統合し義務教育学校の三島村立三島片泊学園へ）[95]

## 薩摩郡
- さつま町立宮之城中学校〈2代目〉（2019年統合によりさつま町立宮之城中学校〈3代目〉へ）[96]
- さつま町立山崎中学校（同上）[96]
- さつま町立鶴田中学校（同上）[96]
- さつま町立薩摩中学校（同上）[96]
- 薩摩町立求名中学校（1968年統合により薩摩中求名教場となり、1970年完全統合）[97]
- 薩摩町立永野中学校（1968年薩摩中永野教場となり、1970年完全統合）[97]
- 薩摩町立薩摩中学校中津川教場（1968年学校組合解散により設置、1970年完全統合）[97]
- 宮之城町立宮之城中学校〈初代〉（1970年統合により宮之城中〈2代目〉へ）[96]
- 宮之城町立佐志中学校（同上）[96]
- 宮之城町立紫陽中学校（同上）[96]
- 宮之城町鶴田町学校組合立鶴宮中学校（同上）[96]

## 姶良郡
- 栗野町立栗野中学校上場分教場（1952年）
- 栗野町立栗野中学校〈旧〉（1967年統合により湧水町立栗野中学校〈当時：栗野町立〉へ）[98]
- 栗野町立栗野西中学校（同上）[98]
- 栗野町立幸田中学校（同上）[98]

## 曽於郡

### 大崎町
- 大崎町立大崎中学校〈旧〉（2014年統合により大崎町立大崎中学校へ）[99]
- 大崎町立大崎第一中学校（同上）[99]
- 大崎町立菱田中学校（同上）[99]

## 肝属郡

### 錦江町
- 錦江町立大根占中学校（2008年統合により錦江町立錦江中学校へ）[100]
- 錦江町立神川中学校（同上）[100]
- 錦江町立宿利原中学校（同上）[100]
- 錦江町立池田中学校（同上）[100]
- 田代町立[101]田代中学校〈旧〉（2005年大原中と統合し錦江町立田代中学校へ）[102]
- 田代町立[101]大原中学校（2005年田代中〈旧〉と統合し田代中〈新〉へ）[102]

### 南大隅町
- 佐多町立島泊中学校（1979年佐多中へ統合）[103]
- 佐多町立佐多中学校[104]（1992年統合により南大隅町立第一佐多中学校〈当時：佐多町〉へ）[105]
- 佐多町立辺塚中学校[104]（同上）[105]
- 佐多町立大泊中学校[104]（同上）[105]
- 佐多町立竹之浦中学校[104]（同上）[105]
- 佐多町立郡中学校[104]（同上）[105]
- 佐多町立大中尾中学校[104]（同上）[105]
- 根占町立根占中学校〈旧〉（2002年統合により南大隅町立根占中学校〈当時：根占町〉へ）[106]
- 根占町立滑川中学校（同上）[106]
- 根占町立登尾中学校（同上）[106]

### 肝付町
- 肝付町立川上中学校（2012年休校、2020年廃校）[107]
- 肝付町立岸良中学校（2021年岸良小と統合し義務教育学校肝付町立岸良学園へ移行）[108]
- 内之浦町立船間中学校（1954年岸良中学校船間分校より独立するも、1981年岸良中へ統合）[109][110]
- 内之浦町立大浦中学校（1954年岸良中学校大浦分校より独立するも、1990年休校[111][110]、2011年9月廃校[112]）
- 高山町立有明中学校（1994年[110]肝付町立波野中学校〈当時：高山町立〉へ統合）[113]

## 熊毛郡

### 中種子町
- 中種子町立南界中学校（2004年統合により中種子町立中種子中学校へ）[114]
- 中種子町立星原中学校（同上）[114]
- 中種子町立野間中学校（同上）[114]
- 中種子町立増田中学校（同上）[114]

### 南種子町
- 南種子町立平山中学校（1994年統合により南種子町立南種子中学校へ）[114]
- 南種子町立中平中学校（同上）[114]
- 南種子町立茎南中学校（同上）[114]
- 南種子町立島間中学校（同上）[114]
- 南種子町立西野中学校（同上）[114]

### 屋久島町
- 屋久島町立宮浦中学校（2011年小瀬田中と統合し屋久島町立中央中学校へ）[115]
- 屋久島町立小瀬田中学校（2011年宮浦中と統合し中央中へ）[115]
- 屋久島町立永田中学校（2013年中央中へ統合）[115]
- 屋久島町立一湊中学校（同上）[115]
- 上屋久町立小杉谷中学校（1970年）[116]
- 屋久町立栗生中学校（1982年統合により屋久島町立岳南中学校〈当時：屋久町立〉へ）[117]
- 屋久町立八幡中学校（同上）[117]
- 屋久町立神山中学校（同上）[117]

## 大島郡

### 大和村
- 大和村立大和中学校〈旧〉（2011年統合により大和村立大和中学校〈新〉へ）[118]
- 大和村立今里中学校（同上）[118]
- 大和村立名音中学校（同上）[118]
- 大和村立戸円中学校（同上）[118]
- 大和村立大棚中学校（同上）[118]

### 宇検村
- 宇検村立須古中学校（1967年宇検村立田検中学校へ統合）[119]

### 瀬戸内町
- 瀬戸内町立西古見小中学校（1986年）[120]
- 瀬戸内町立嘉鉄中学校（1994年）
- 瀬戸内町立押角中学校（1994年休校、1996年再開、1999年再休校、2000年2度目の再開、2010年3度目の休校、2015年廃校）[121]
- 瀬戸内町立管鈍中学校（2005年休校、2015年廃校）[121]
- 瀬戸内町立節子中学校（2008年休校、2015年廃校）[121]
- 瀬戸内町立薩川中学校（2015年休校）[122]
- 瀬戸内町立久慈中学校（2016年休校[123]、2021年廃校[124]）
- 瀬戸内町立俵中学校（2018年休校[125]、2023年廃校[126]）
- 瀬戸内町立秋徳中学校（2025年廃校）[127]

### 喜界町
- 喜界町立第一中学校（2012年統合により喜界町立喜界中学校へ）[128]
- 喜界町立第二中学校（同上）[128]
- 喜界町立早町中学校（同上）[128]

### 徳之島町
- 東天城村立第一中学校（1951年花徳中と母間中に分割）[129]
- 東天城村立花徳中学校（1958年母間中と統合し徳之島町立東天城中学校〈町村合併と同時〉へ）[129]
- 東天城村立母間中学校（1958年花徳中と統合し東天城中へ）[129]